# Кульжинський Іван Григорович
Іва́н Григо́рович Кульжи́нський (26 (14) квітня 1803, Глухів — 4 квітня (23 березня) 1884, Ніжин) — педагог, письменник, історик, етнограф. Учитель Миколи Гоголя, Євгена Гребінки, Нестора Кукольника.

## Біографія
Іван Григорович Кульжинський народився 14 квітня (26 квітня за новим стилем) 1803 року в місті Глухів у сім'ї сільського диякона.
Навчався в церковно-парафіяльній школі, потім у Чернігівській семінарії.
Почавши 1823 року працювати викладачем Чернігівського духовного училища, закінчив кар'єру керівником навчальної частини Закавказького краю (від 1844 року).
7 жовтня 1832 р. Кульжинського призначено виконувати обов'язки директора Луцької чоловічої гімназії. Остаточно його затвердили на цій посаді в грудні цього ж року. Працював директором гімназії по 15 липня 1839 р.
1847 року вийшов у відставку та поселився в Ніжині Чернігівської губернії, де і прожив до кінця життя. Помер 23 березня 1884 року.
Автор романтичних віршів, етнографічної праці «Малоросійське село» (1825).
Від 1840-х років став на реакційні позиції, виступаючи проти української мови та української літератури.